# جيمس سومنر (لاعب كرة قاعدة)
جيمس سومنر (بالإنجليزية: James Sumner)‏ هو لاعب كرة قاعدة أمريكي، ولد في 16 أغسطس 1851 في بوسطن في الولايات المتحدة، وتوفي في 21 أبريل 1881 في كامبريدج في الولايات المتحدة.